# Ноттульн
Ноттульн (нім. Nottuln) — сільська громада в Німеччині, знаходиться в землі Північний Рейн-Вестфалія. Підпорядковується адміністративному округу Мюнстер. Входить до складу району Кесфельд.
Площа — 85,64 км2. Населення становить 19 636 ос. (станом на 31 грудня 2020).

## Географія

### Сусідні міста та громади
Ноттульн межує з 5 містами / громадами:
- Біллербек
- Гафіксбек
- Зенден
- Дюльмен
- Кесфельд

## Галерея

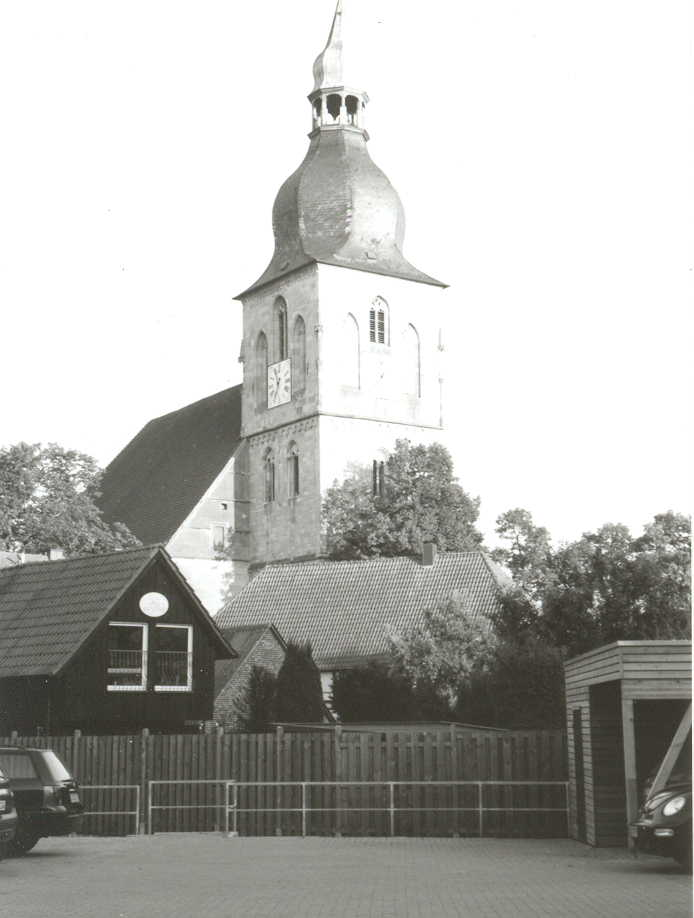
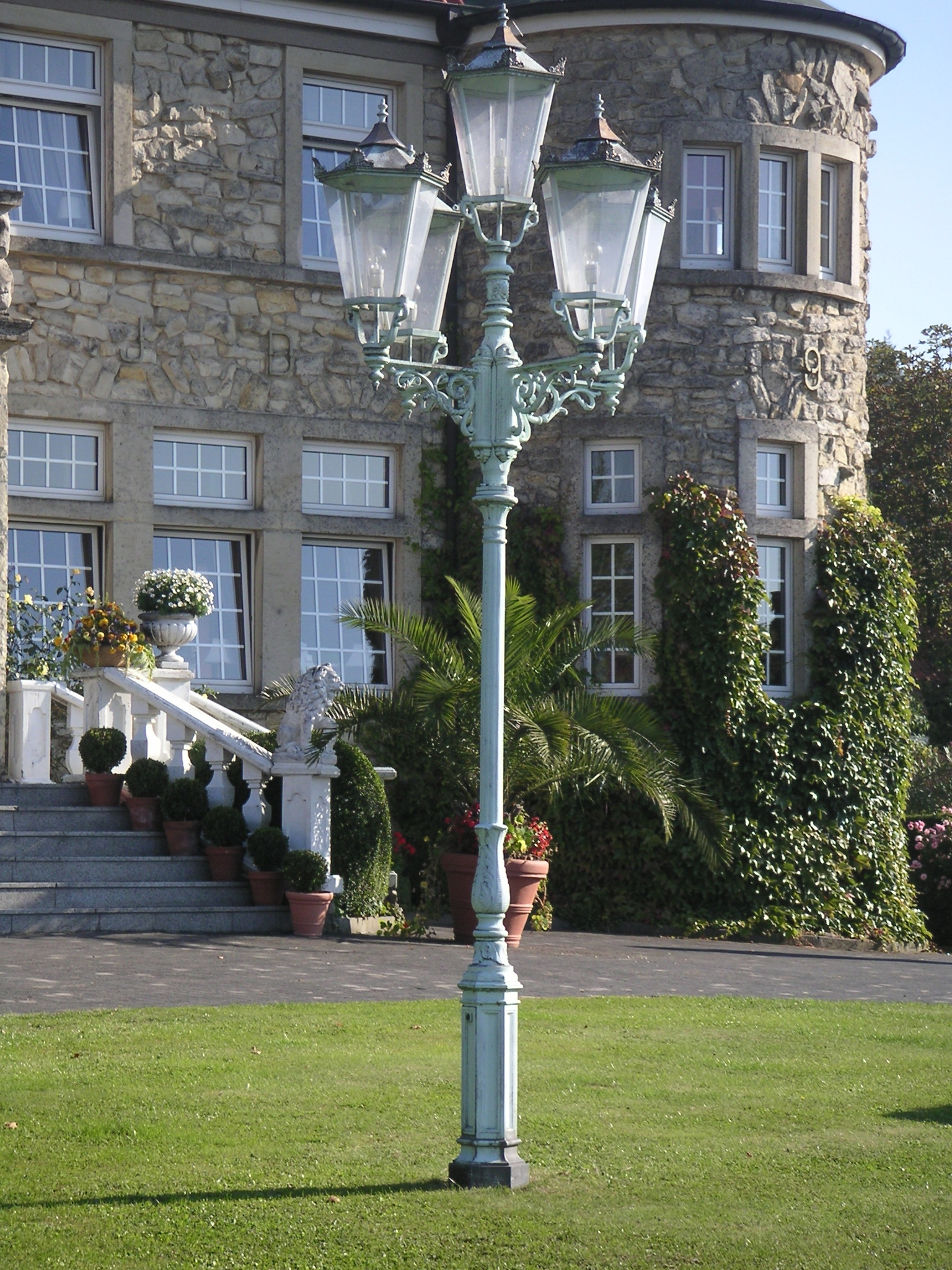
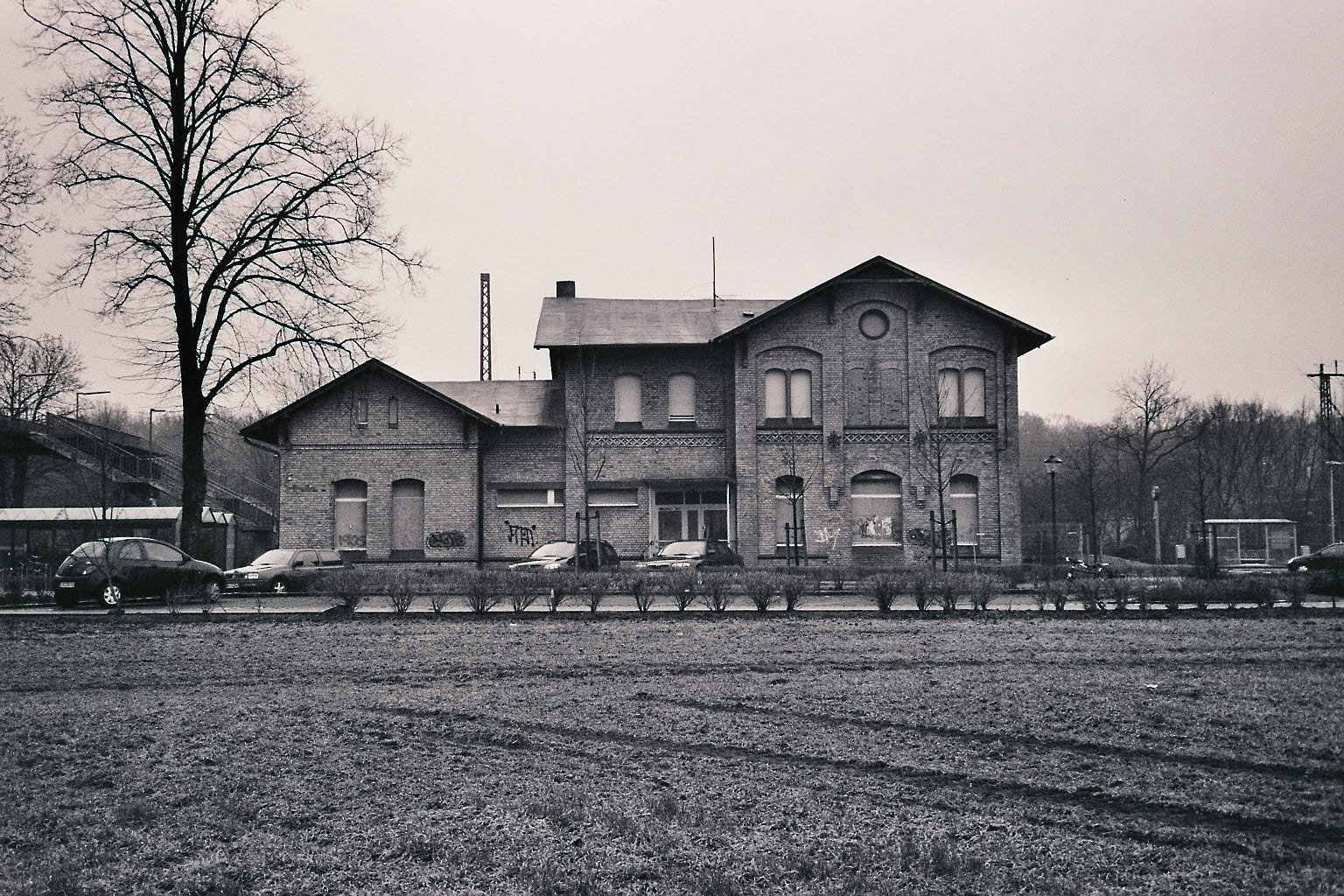
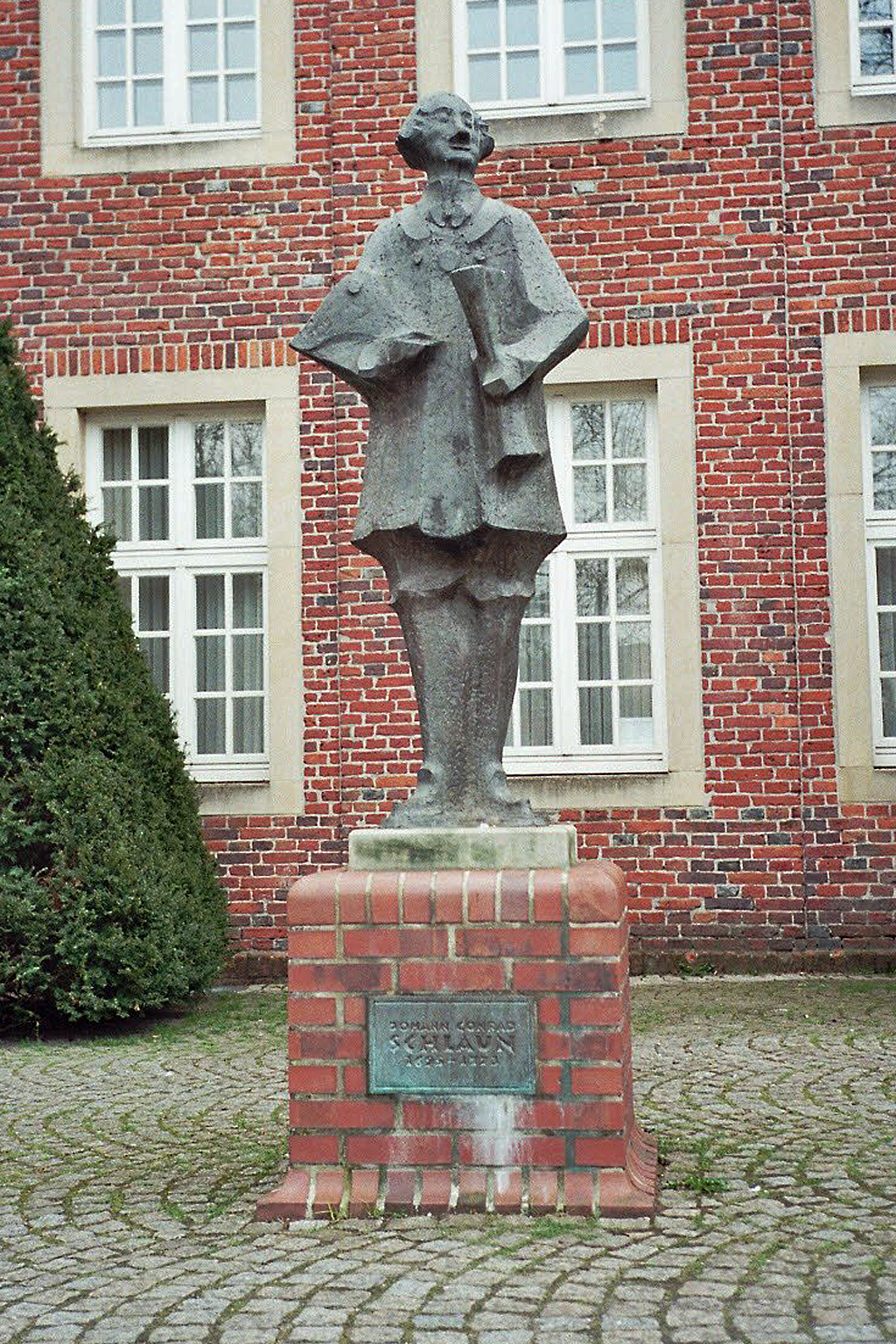
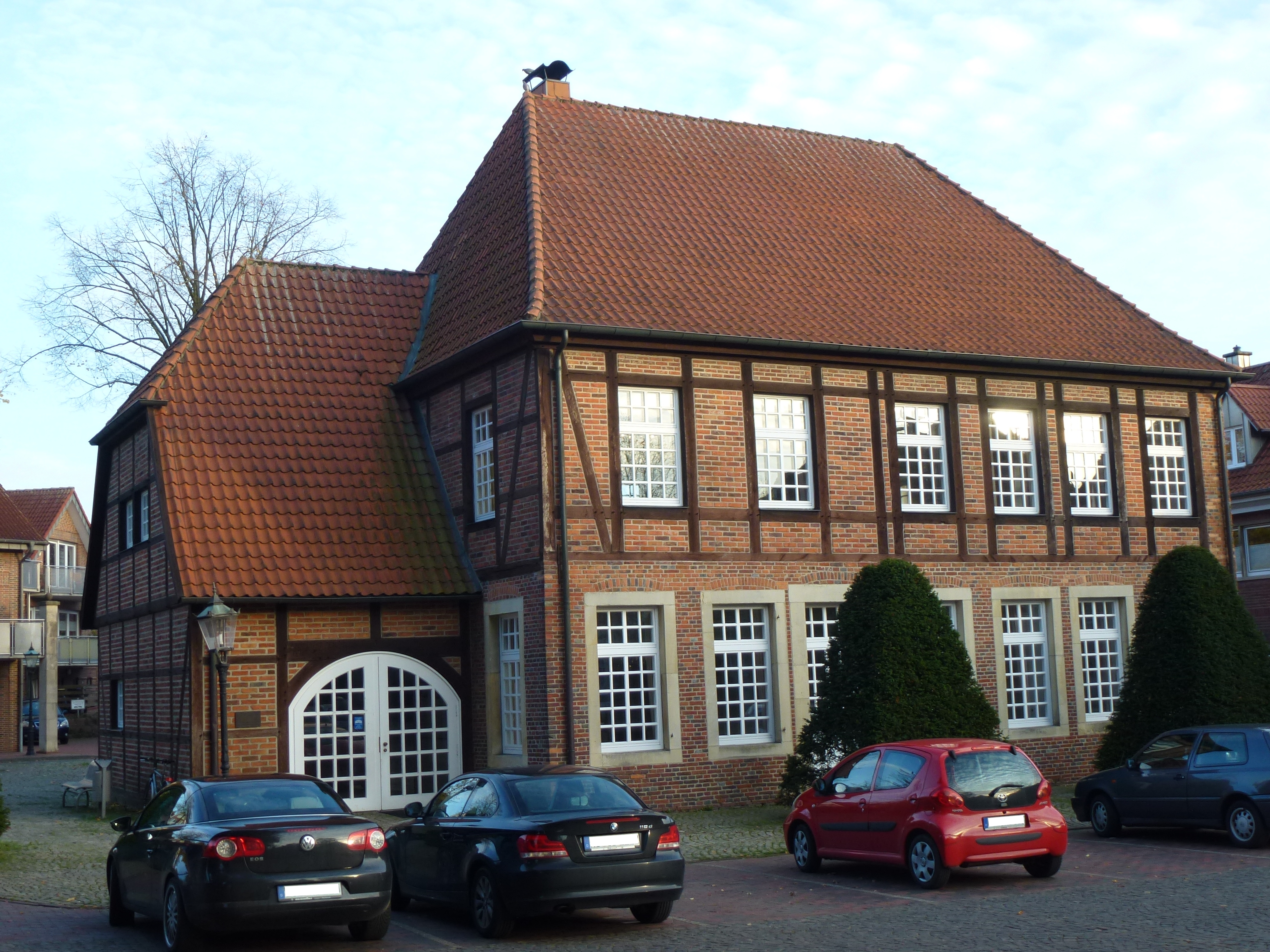
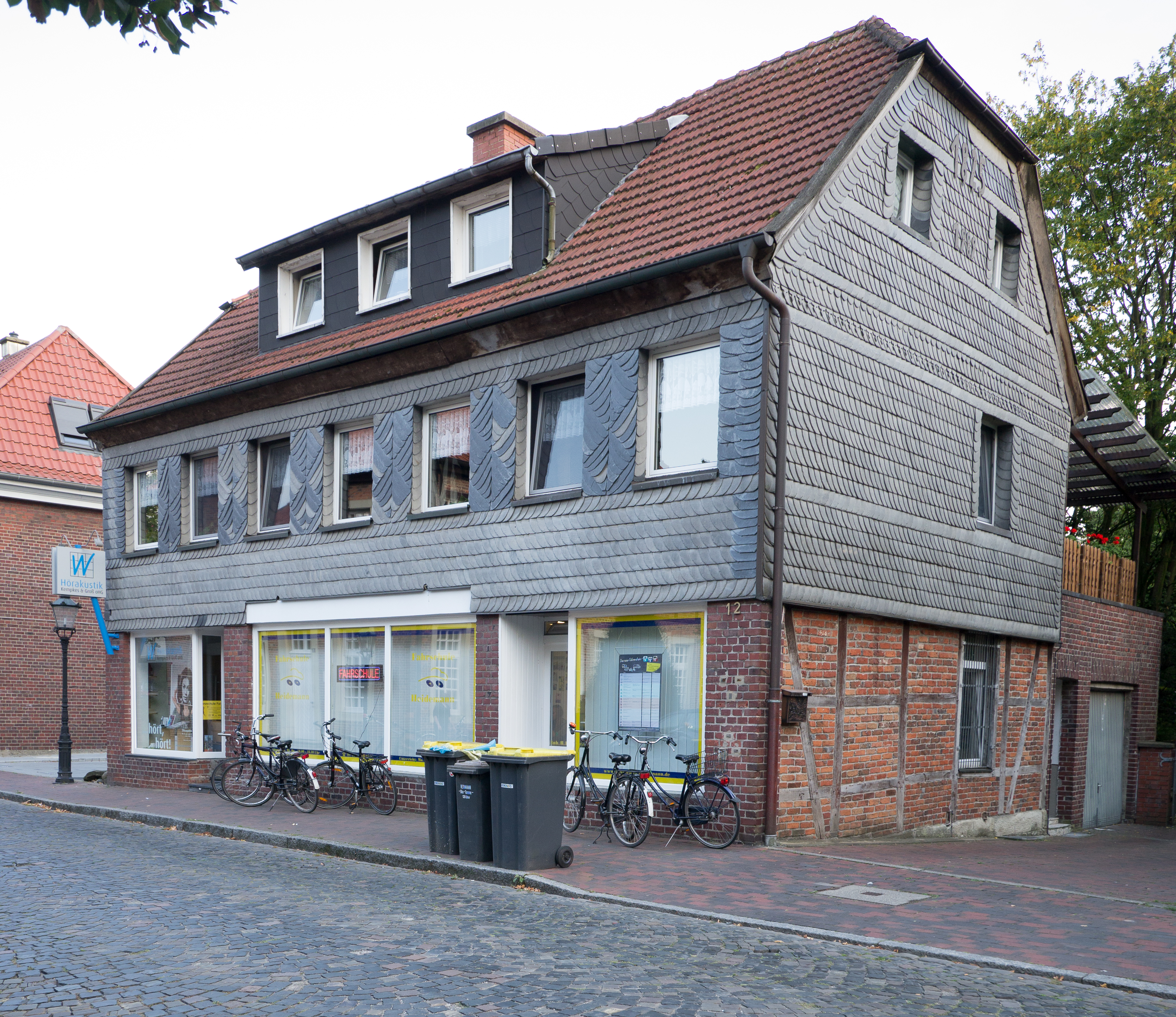

### Адміністративний поділ
Громада  складається з 4 районів:
- Ноттульн
- Аппельгюльзен
- Шапдеттен
- Даруп